# Бервёновка
Бервёновка (бел. Бярвёнаўка) — деревня в Чеботовичском сельсовете Буда-Кошелёвского района Гомельской области Белоруссии.

## География
В 31 км на юго-запад от Буда-Кошелёво, 25 км от железнодорожной станции Уза (на линии Жлобин — Гомель), 58 км от Гомеля. На западе граничит с лесом.

## Транспортная сеть
Транспортные связи по просёлочной, затем автомобильной дороге Жлобин — Гомель.
Деревянные дома усадебного типа вдоль просёлочной дороги.

## История
По письменным источникам известна с конца XIX века как околица в Чеботовичской волости Гомельского уезда Могилёвской губернии. Хозяин рядом расположенного фольварка владел в 1897 году 1600 десятинами земли. В 1883 году действовал молитвенный дом.
С 30 декабря 1927 года по 15 августа 1974 года центр Бервеновского сельсовета Уваровичского, с 17 апреля 1962 года Буда-Кошелевского района Гомельского (до 26 июля 1930 года) округа, с 20 февраля 1938 года Гомельской области.
В 1930 году организован колхоз. На фронтах Великой Отечественной войны погибли 11 жителей деревни. В 1969 году в деревню переселились жители посёлок Большой Рог. В составе экспериментальной базы «Пенчин» (центр — деревня Пенчин). Подсобное хозяйство Гомельского завода станочных узлов.
В состав Бервёновского сельсовета входили, в настоящее время не существующие: до 1963 года посёлок Чижовка, до 1968 года посёлок Фащевка, до 1969 года посёлок Большой Рог.
До 24 октября 2002 года центр Бервёновского сельсовета.

## Население
- 1897 год — 36 дворов, 226 жителей (согласно переписи).
- 1959 год — 98 жителей (согласно переписи).
- 2004 год — 13 хозяйств, 35 жителей.